# Khloé & Lamar
Khloé & Lamar é um reality show americano, produzido por Ryan Seacrest, que estreou no canal de TV E! dos Estados Unidos em 10 de abril de 2011 e no Brasil em 14 de julho de 2011.
O show é o terceiro spin-off do show Keeping Up with the Kardashians.

## Sinopse
Khloé & Lamar mostra Khloé Kardashian em sua vida de esposa de Lamar Odom e madrasta de seus dois filhos do relacionamento dele com Liza Morales. Mostra também o desejo de Khloé de se tornar mãe, além da jornada Lamar como jogador de basquete do Los Angeles Lakers. Rob Kardashian, irmão mais novo de Khloé e Malika Haqq, sua melhor amiga e assistente, também participam da série.
Baseado no casamento relâmpago entre Khlóe e Lamar, a trama mostra as dificuldades de um relacionamento quando o problema não é dinheiro, nem amor…
Em grande parte dos episódios o ciúmes de Rob em relação a Lamar e seu amigo de infância se faz presente, até que Khloé percebe e começa a ver o amigo de Lamar com outros olhos.
Com sua irmã grávida novamente, Khoé passa a duvidar se pode ter filhos e isso abala seu relacionamento com Lamar.
Agora em Dallas eles torcem para que suas vidas mudem de direção.